# Candi Espona i Bayés
Candi Espona i Bayés (Vic, Osona, 14 d'abril de 1929) és advocat i oficial substitut del Registrador de la Propietat de Vic. Va ser primer tinent d'alcalde de Vic en el període 1979-1981 i 1987-1991.

## Biografia
Va estudiar el batxillerat al Col·legi de Sant Miquel dels Sants (1940-1947). Després va cursar estudis de dret a la Universitat de Barcelona, on va obtenir la llicenciatura el 1952. Va exercir inicialment l'advocacia i després fou designat Oficial Substitut del Registre de la Propietat de Vic.
Durant la seva joventut tingué una vida intensa en les associacions de la ciutat. Com a catòlic practicant tingué càrrecs de responsabilitat en diversos moviments de l'Acció Catòlica i fou cofundador del moviment dels Equips de Matrimonis.
En l'ordre cultural i esportiu ha tingut també una vida activa. Formà part de la junta del Club Billar Vic i del Vic F.C. Fou un dels fundadors i dirigents del Cine Club de Vic, entitat avui encara activa, després de més de cinquanta anys ininterromputs d'activitat, i formà part de la Junta del Patronat d'Estudis Osonencs. Més tard com a regidor de l'Ajuntament de Vic tingué un paper important en la normalització i bon funcionament de l'Escola de Música de Vic, que defensà com una institució cultural de primer ordre per una ciutat com Vic. Fou membre del patronat de la primera Escola Universitària Balmes de Vic, embrió de la futura Universitat i posteriorment, fins a dotze anys, del Patronat dels Estudis Universitaris. Ja més endavant també formà part, com a president, de la junta de l'associació Aula de la Gent Gran d'Osona.
En el camp polític combregà de tota la vida amb l'ideari del catalanisme, estimulat per la tradició familiar i una bona biblioteca amb els llibres bàsics del catalanisme polític de l'època i una nodrida col·lecció de llibres catalans i de traduccions al català dels clàssics universals.
El 1976, acabada la dictadura franquista, ingressà a Convergència Democràtica de Catalunya (CDC) i el 1979 formà part, com número dos, de la llista a les eleccions municipals que CDC acabà guanyant amb l'alcalde Ramon Montanyà. En aquests moments fou designat primer tinent d'alcalde. L‘any 1987 va repetir com a número dos de la mateixa llista, que guanyà per majoria absoluta, i que encapçalava el futur alcalde Pere Girbau, i tornà a exercir de primer tinent d'alcalde.
Darrerament fou designat per l'Ajuntament de Vic com a membre per redactar un informe per assessorar sobre la manera d'actuar per la recuperació de la memòria històrica de la guerra civil i el franquisme a la ciutat de Vic, informe que fou lliurat el 26 de juliol de 2009. Com a escriptor ha publicat un llibre titulat Entre el Roig i el blau (Memòries de la Guerra i altres coses) incorporat a Biblioteca Serra d'Or de Publicacions de l'Abadia de Montserrat, 2002. És un llibre de records d'infantesa dels moments més colpidors viscuts per un infant en temps de pre i post guerra i sobretot de la guerra civil. També ha publicat alguns articles a la premsa local.